# دلل الذليل (كلاب)
دلل الذليل (كلاب) أو الكَوْكَر هي كلاب تنتمي إلى سلالتين من نوع الكلب الذليل: كوكر سبانيل الأمريكيو
والذليل المنغمس، وكلاهما يطلق عليهما عادة ببساطة دلل الذليلفي بلدانهم الأصلية. في أوائل القرن العشرين، تضمّن دلل الذليل أيضًا كلاب صيد صغيرة.
تم تربية دلل الذليل في الأصل ككلاب صيد في المملكة المتحدة، مع مصطلح "Cocker" مشتق من استخدامها لاصطياد طائر أوراسيا. عندما تم إحضار السلالة إلى الولايات المتحدة، تم تربيتها وفقًا لمعايير مختلفة، مما مكنها من التخصص في صيد الحطاب الأمريكي. تم إحداث تغييرات جسدية أخرى في الديك في الولايات المتحدة خلال الجزء الأول من القرن العشرين.

## التاريخ

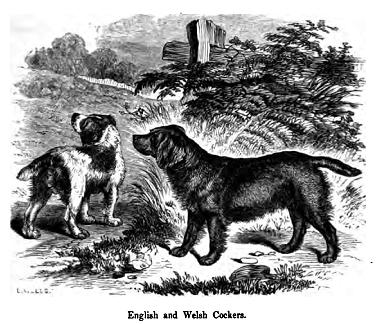
رسم للغة الإنجليزية والويلزية ، من عمل جون هنري والش (تحت الاسم المستعار "ستونهنج") 1859 ، الكلب في الصحة والمرض

في حين أن أصولهم غير معروفة، فإن «سباينيلز» مذكورة في كتابات القرن الرابع عشر. يُفترض عمومًا أنهم نشأوا في إسبانيا، وقد قدمها إدوارد ، دوق يورك الثاني في القرن الخامس عشر، من ضمن فعاليات سيد اللعبة، على أنها «نوع آخر من كلاب الصيد هناك يطلق عليه كلاب الصيد للصقور والأسبان، من أجل نوعه قادم من إسبانيا، على الرغم من وجود العديد في بلدان أخرى». كان سيد اللعبة في الغالب ترجمة إنجليزية لعمل فرنسي قديم من القرن الرابع عشر قام به غاستون الثالث من فواكس بيران بعنوان ليفر دي تشاس Livre de Chasse .

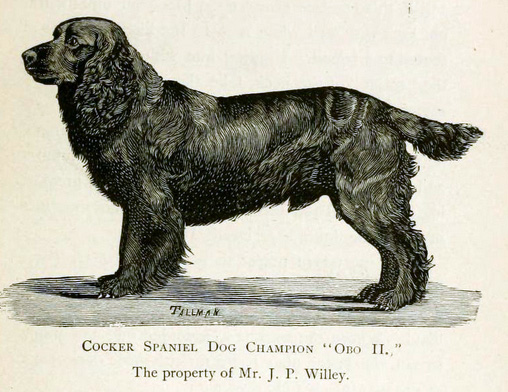
الكلب أوبو الثاني ، مواليد مؤسسة Cocker Spaniel الأمريكية

قبل سبعينيات القرن التاسع عشر، كان الشرط الوحيد لتصنيف الكلب على أنه ذليل كوكر هو أنه يحتاج إلى وزن أقل من 25 رطل (11 كـغ)، على الرغم من أن المربين فصلوا الديك عن الملك تشارلز سبانييل، الذي لا يزال سلالة أصغر من الذليل. ظل هذا الحد الأقصى للوزن على دلل الذليل حتى عام 1900، مع تصنيف الكلاب الأكبر على أنها سبرينغر سبانيلز. تم وصف ألوان ديفونشايرو كوكرز الويلزية من قبل جون هنري والشتحت الاسم المستعار Stonehenge في كتابه The Dog in Health and Disease على أنه ظل أعمق للكبد من ظلساسكس سبانييل. بعد تشكيل نادي بيت الكلب في المملكة المتحدة في عام 1873، بذل المربون جهودًا لتسجيل أنساب الديوك والينابيع. في عام 1892، تم التعرف على المنغمس الإنجليزية وكسلالات منفصلة من قبل نادي بيت الكلب.

## السلالات الحديثة

رسم بياني يوضح اختلاف الطول والشكل بين السلالات

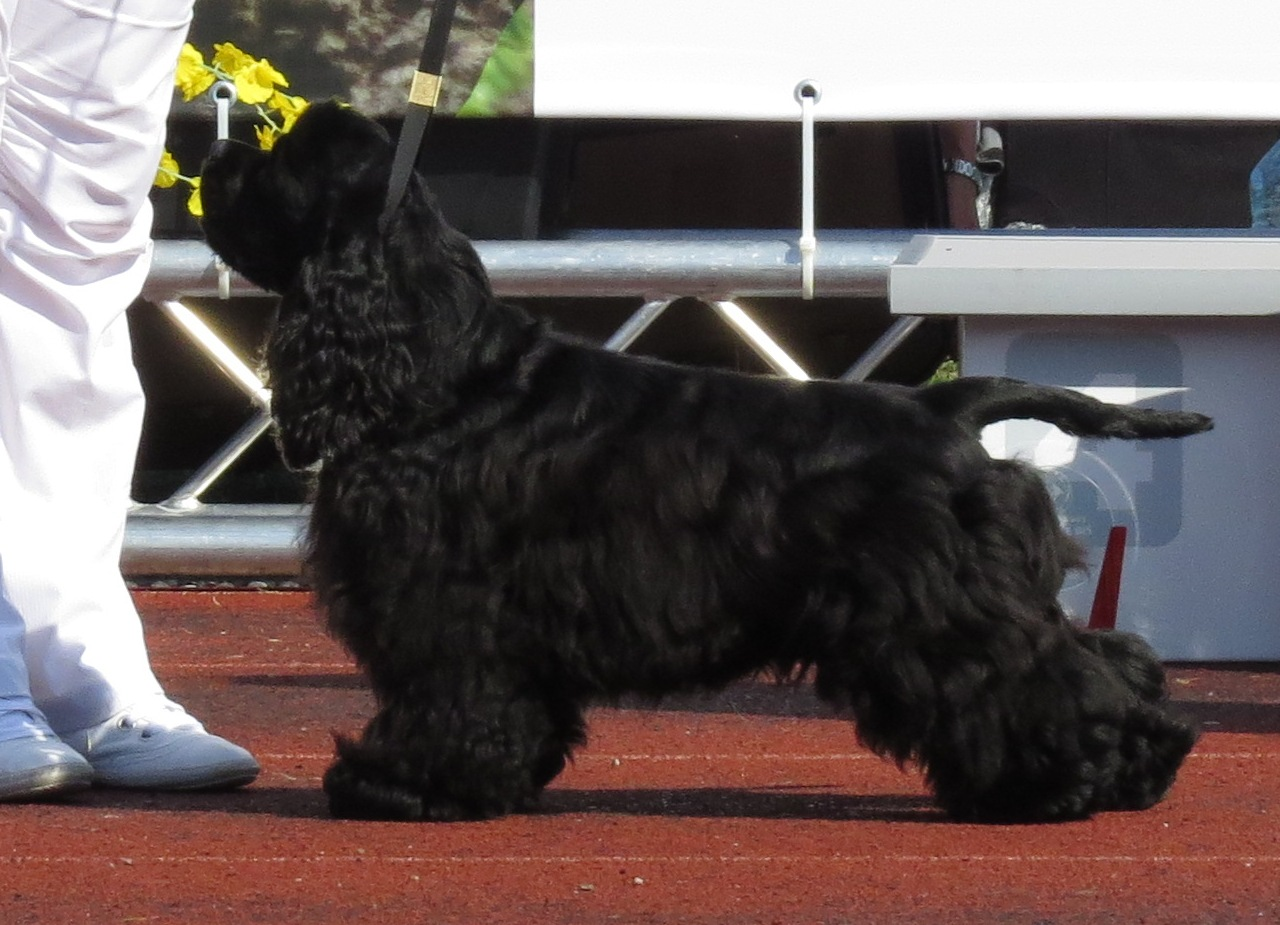
أمريكي المنغمس الذليل

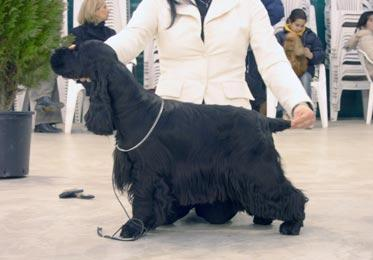
ذليل المنغمس الإنجليزية

سلالتا ذليل الدلل هما أمريكي المنغمس الذليل وذليل المنغمس الإنجليزية تم تربيتها كلاب البندقية، لاستخدام حاسة الشم لتغطية المناطق المنخفضة بالقرب من المعالج لإطلاق الطيور في الهواء لإطلاق النار عليها، واستخدام عيونهم وأنفهم لتحديد مكان الطائر بمجرد سقوطه، ثم استرداد الطائر بفم ناعم. الاختلافات الرئيسية بين الصنفين الإنجليزي والأمريكي هي أن الأمريكي أصغر مع ظهر أقصر ورأس مقبب وكمامة أقصر، في حين أن الصنف الإنجليزي أطول برأس وصدر أضيق.
ومن ناحية الجلد والشعر فأن فئة دلل الذليل في مجموعة متنوعة من الألوان، بما في ذلك الأسود والكبد والأحمر والذهبي في المواد الصلبة. أيضًا، الأسود والتان، وأحيانًا الكبد والتان معروفان، بالإضافة إلى مجموعة متنوعة من مزيج الألوان من تلك الألوان الصلبة بما في ذلك الروان، والروان والتان، والألوان الثلاثة، والألوان الصلبة مع علامات بيضاء إضافية.

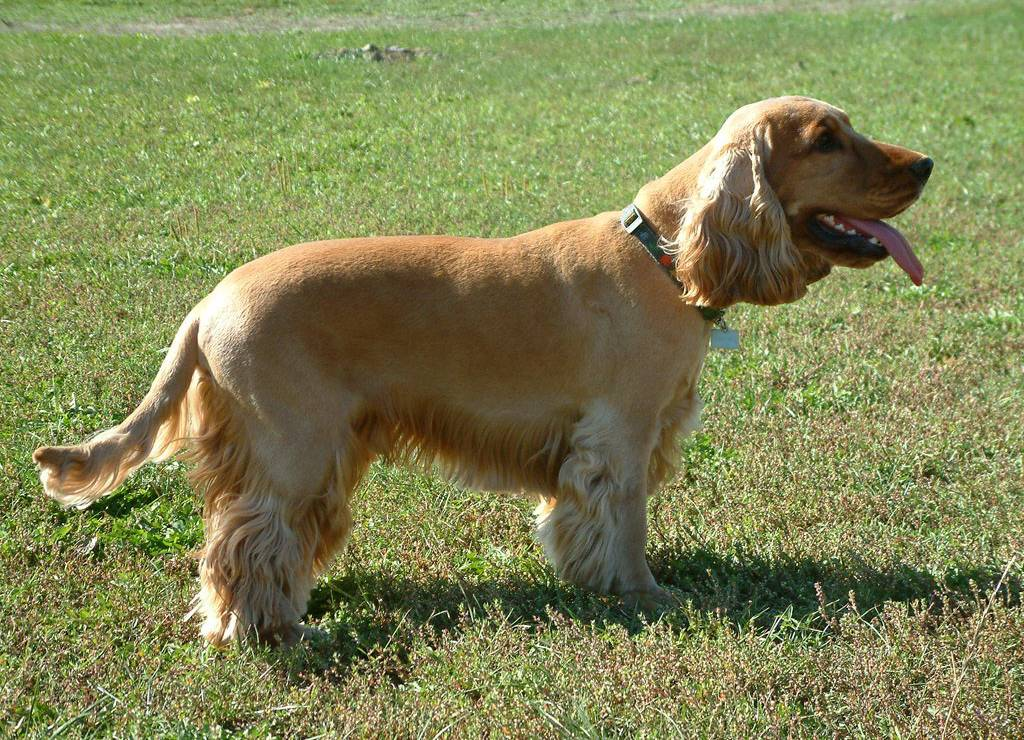

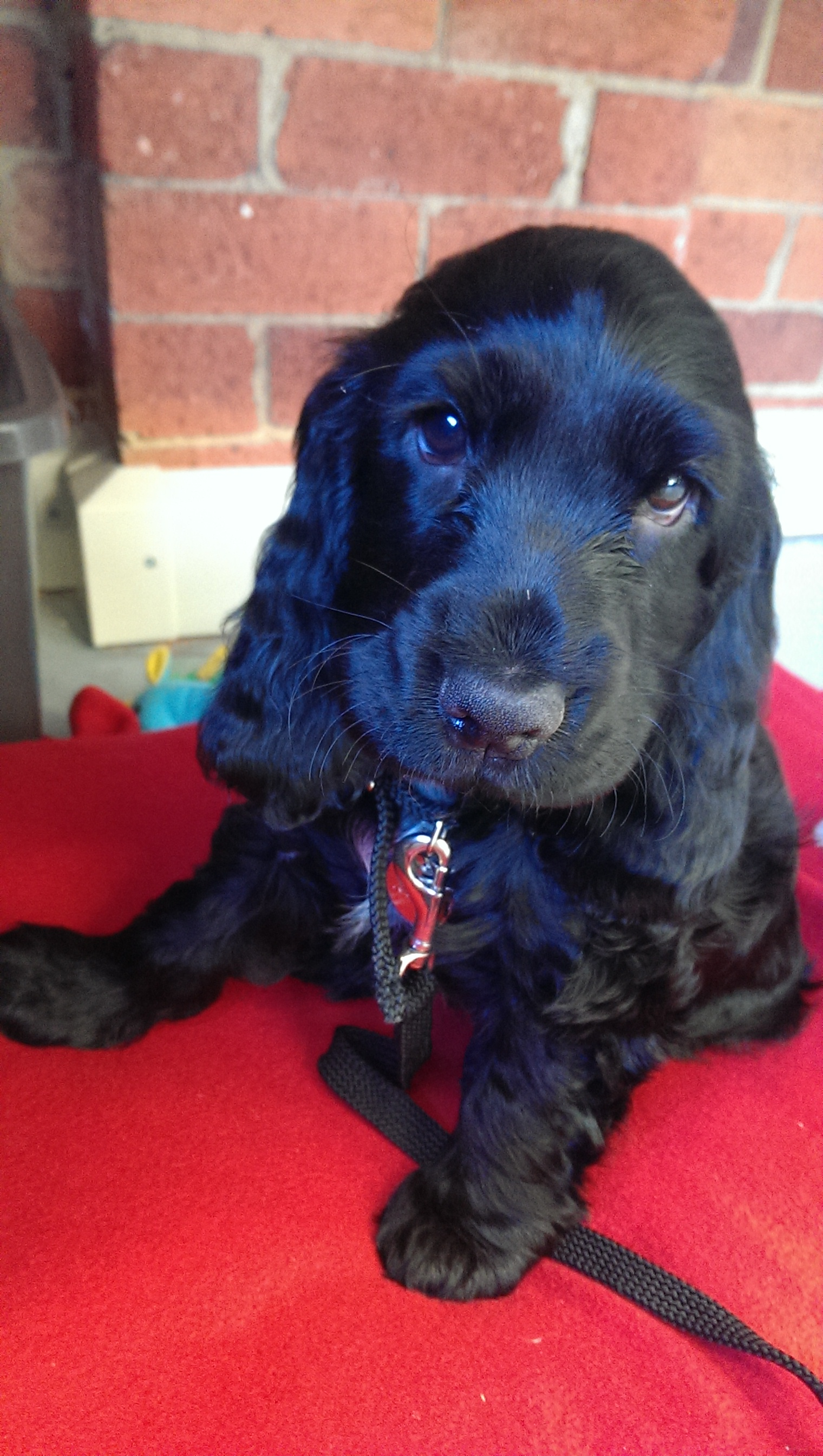

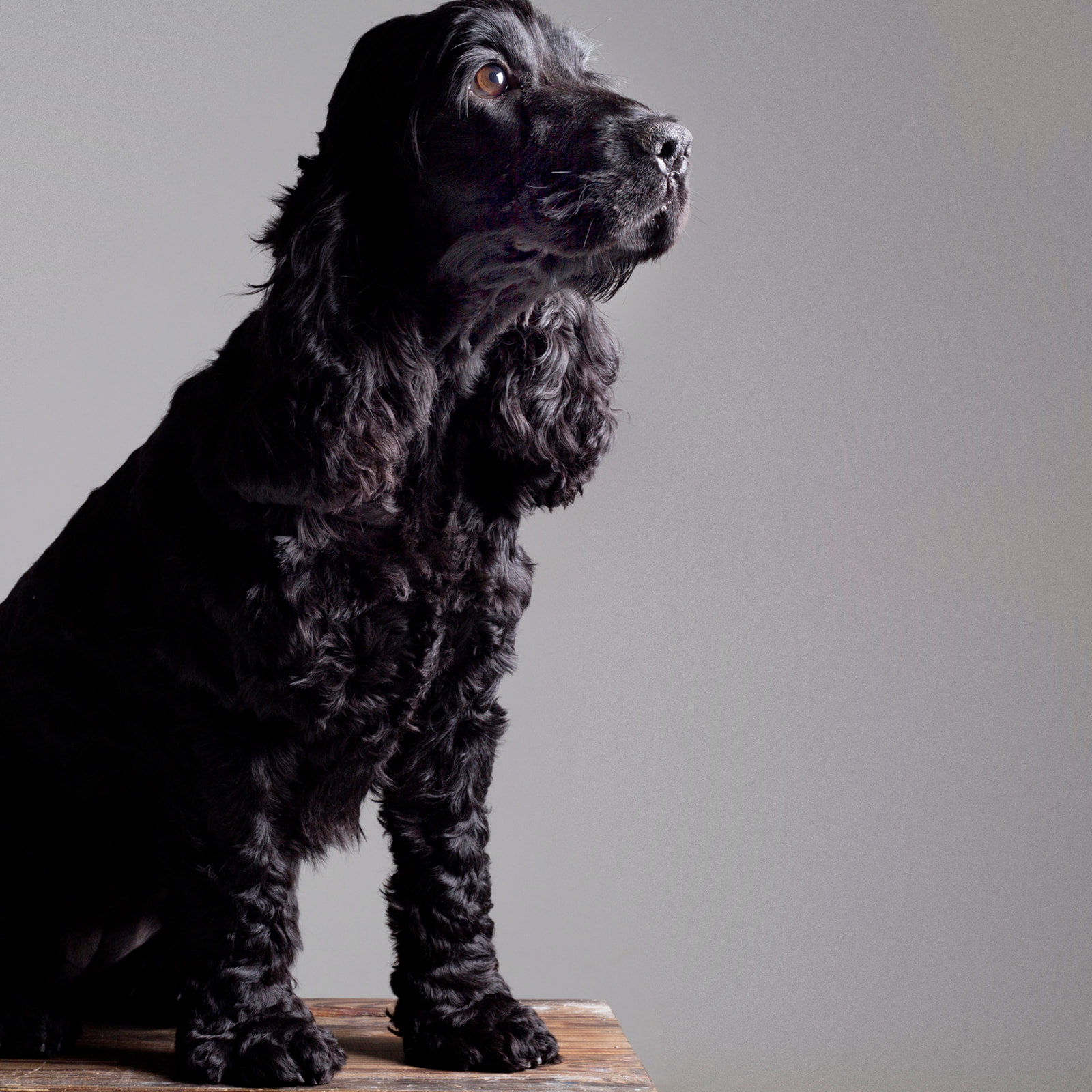